# Czilli Aranka
Czilli Aranka (Kovászna, 1982. május 14. –) költő, író, magyartanár.

## Élete
Tanulmányait szülővárosában kezdte majd néprajz-magyar szakon végzett a Babeș–Bolyai Tudományegyetemen. Az egyetem elvégzése után hazatért és a Kőrösi Csoma Sándor Líceum magyartanáraként dolgozik, a Kőrösi Csoma Sándor Közművelődési Egyesület önkéntese, az egyesület keretén belül működő Ignácz Rózsa Irodalmi Klub egyik szervezője, az Ignácz Rózsa Erdélyi Magyar Egyesület alapító tagja.  
Diákkorától kezdve (kezdetben lánykori nevén, Lukács Aranka néven) rendszeresen jelennek meg írásai a romániai magyar közéleti és irodalmi lapokban (Romániai Magyar Szó, Helikon, Krónika, Korunk, Székelyföld Kulturális Folyóirat, Várad, Újvárad).  
A magyarországi irodalmi folyóiratok közül a Magyar Napló, az Agria és a Lyukasóra közölte verseit, valamint az Erdélyben és Magyarországon is elérhető Irodalmi Jelenben és az Előretolt Helyőrségben is megjelentek versei, prózái, tanulmányai. 
A Sárvári Diákírók- és Diákköltők Találkozóján diákként két alkalommal majd később a székelyföldi diákok kapcsolattartójaként több alkalommal részt vett.
2023 decemberétől tagja a Magyar Írószövetségnek.

## Kötetei
- Nyitott ablak. Versek; Széphalom Könyvműhely, Budapest, 2018.[2]
- A varázslatos szekrény. Mesék és versek gyerekeknek és felnőtteknek; Széphalom Könyvműhely, Budapest, 2020[3]
- Késsel és villával. Versek; Irodalmi Jelen Kiadó, Budapest–Arad, Irodalmi Jelen Könyvek, 2022

## Díjak, elismerések
- a Magyar Művészeti Akadémia Fiatal Művészek Ösztöndíjasa
- Térey János alkotói ösztöndíj (2020)
- Az év legsikeresebb szerzője, Széphalom Könyvműhely (2022)

## Írásai
- Digitalizált kötetek a Petőfi Irodalmi Múzeum / Digitális Irodalmi Akadémia honlapján[4]
- 2021. november 25. – Irodalmi Jelen – Czilli Aranka: Adventi kalendárium[5]
- 2021.október 6. – Újvárad kulturális folyóirat online – Czilli Aranka: Eurydiké; Látkép; Bizalom (versek)[6]
- 2021. október – Várad Kulturális folyóirat és portál – Irodalom – Czilli Aranka: Testamentum, Antigeometria[7]
- 2021. szeptember 23. – Irodalmi Jelen 20. születésnapi antológiája – Czilli Aranka: Vágy – In: Üveggolyókkal játszik az ég – szemelvények az antológiából[8]
- 2021. július Előretolt helyőrség – Czilli Aranka: Miért van a leveleknek zokogása? – gondolatok Rafi Lajos költészete kapcsán[9]
- 2021. június 28. Előretolt Helyőrség – Erdély – Czilli Aranka Ágota: Kolozsvár, Neuschwanstein, Gyimes (versek)[10]
- 2021. május 27. Irodalmi Jelen – Czilli Aranka-Ágota – Az idő, mint egy kinőtt takaró[11]
- 2021. május 27. Irodalmi Jelen – Czilli Aranka-Ágota – Lecsupaszítva[12]
- 2021. május. Irodalmi Jelen (májusi lapszám) – Czilli Aranka: Találkozás; Az emléktelenség ingei; Badacsony mellett; Köd, parttalanságok (versek)[13]
- 2021. január. Székelyföld Kulturális Folyóirat – Czilli Aranka – Versek[14]

## Könyvajánlók, beszámolók, fotó- és filmanyagok
- 2022. november 28. Kultúra.hu – Jánoki-Kis Viktória, Halmai Tamás és Czilli Aranka az év legsikeresebb szerzői[15]
- 2021. szeptember 23. Széphalom Könyvműhely honlapja és Youtube-csatornája – Czilli Aranka – Könyvbemutató[16]
- 2021. szeptember 21. Háromszék Független Napilap, Nagy B. Sándor – Kultúra: Gyermekkönyv felnőtteknek is – Bemutatták Czilli Aranka új kötetét[17]
- 2021. szeptember 17. 17 óra Bod Péter Kovászna Megyei Könyvtár honlapja – Az Őszi Kultúrszüret rendezvénysorozat keretén belül – Könyvbemutató[18] – Czilli Aranka: A varázslatos szekrény
- 2021. szeptember 13. 16.45 – Az Erdélyi Magyar Közművelődési Egyesület (EMKE) honlapja – Az Apáczai Csere János Közművelődési Egyesület rendezvényei a 11. Brassói Magyar Napok keretében – Czilli Aranka-Ágota: A varázslatos szekrény – Játékos könyvbemutató[19]
- 2021. július 19. Irodalmi Jelen – Czilli Aranka – Könyvajánló: A varázslatos szekrény[20]
- 2021. június 2. Erdély Online – Pikó Stefánia – Könyvbemutató – Felnőtt- és gyermekirodalom kettőse: bemutatkozott Czilli Aranka író[21]
- 2021. május 31 | Várad – Kulturális folyóirat és portál – Tóth Hajnal – Kultúra: A varázslatos szekrény titkától a Nyitott ablak sokarcúságáig[22]
- 2021 januári lapajánló. Szófa.eu Wágner Eszter – A Styx két partja, és ami közötte van (vers) [Székelyföld][23]
- 2020. október 15. Székely Hírmondó – Bartók Barbara – Gyógyír az őrült világra[24]
- 2020. szeptember 20. Széphalom Könyvműhely Youtube-csatornája – Czilli Aranka – A varázslatos szekrény – beszélgetés Ördög Rozália óvodapedagógussal[25]